# موفيستار أرينا
موفيستار أرينا (بالإنجليزية: Movistar Arena) هي ساحة داخلية متعددة الأغراض تتسع لـ17،000 مقعد في سانتياغو، تشيلي.